# 성운 (1497년)
성운(成運: 1497년 2월 17일(음력 1월 16일)∼1579년 6월 19일(음력 5월 26일))은 조선 중기의 학자·시인·문신이다. 본관은 창녕, 자는 건숙(健叔), 호는 대곡(大谷)이다.

## 가족관계
아버지는 선공감부정을 지낸 성세준(成世俊)이고 어머니 비안 박씨(比安朴氏)는 사간원사간 박효원(朴孝元)의 딸이다. 작은아버지는 사헌부대사헌 성세순(成世純)으로, 성수침의 아버지이자 성혼의 할아버지였다. 즉, 성혼은 성운의 5촌 조카이다.

## 교유 관계
1518년 무렵 북악산 밑의 장의동으로 이사한 조식(曺植)을 만나 친구가 되었다. 이때 조식과 만나 친구가 된 이래 평생을 교류하며 같이하였고, 조식은 또 근처의 청풍계(淸風溪)에 숨어살던 그의 사촌형제들인 성수침(成守琛)·성수종(成守琮)과도 만나 친구가 되어 평생을 종유하였다. 이 밖에도 서경덕(徐敬德)과 이지함(李之菡) 등과 교류했다.

## 생애
1531년(중종 26) 생원시에 합격하여 생원이 되고, 그 해 다시 진사시에 응시해 진사가 되었다. 그 뒤 참봉, 도사 등에 임명되었으나 곧 사퇴했다. 1545년(명종 즉위년) 을사사화(乙巳士禍)에 형 성우(成遇: 미상~1546년 9월 5일(음력 8월 11일))가 연루되어 화를 당하자 관직을 버리고 낙향, 충청북도 보은의 속리산(俗離山)에 은거하였다. 명종 때 여러 차례 벼슬에 임명되었으나 취임하지 않았다. 선조 즉위후에도 선조가 몇 차례 불렀으나 나아가지 않았고 오직 학문과 후진 양성에만 정진했다.
시문에 능하였으며 시들의 소재는 주로 은둔과 불교적 취향이 많이 나타나 있다.

## 상훈과 추모
그가 죽자 선조는 친히 제문을 내려 애도했다. 당시 학자들은 '대곡선생(大谷先生)'이라고 높였다. 인조 때 좌승지(左承旨)로 추증되었으며, 보은 삼승의 금화서원 등에 제향되었다.

## 저서
- 《대곡집》

## 영향
제자로는 최흥림(崔興霖), 간서재 김덕민(金德敏), 임제(林悌) 등이 있다.
최흥림(崔興霖: 1506년~1581년 8월 13일(음력 7월 15일))은 그 스스로가 성운의 문하에서 수학했으며 뒤에 두 아들인 최지원(崔知遠)과 최명원(崔明遠)을 성운의 문하에 들어가서 배우게 하였다. 그의 학풍은 두 제자를 통해 후대의 허목과 윤휴에게도 전해졌다.
성운의 학풍은 그의 제자 백호 임제(林悌)를 통해 허목에게도 영향을 준다. 임제의 문집인 《임백호집》 곳곳에는 자신이 스승 성운에게 학문을 배우고 그를 흠모한 흔적이 역력히 나타나 있다. 《임백호집》 권1에 실린 〈도주운암(到住雲菴)〉이라는 시에는 임제가 약관의 나이에 속리산으로 들어와 성운에게 학문을 배운 사실을 기술하고 있으며, 임서(林㥠)가 쓴 《임백호집》의 발문에는 성운이 임제에게 답한 1편의 시를 소개하고 이 한편의 시로도 성운이 임제에게 인정받았음을 알 수가 있다고 했다. 또한 발문의 '공(公)은 대곡선생(大谷先生)이 작고한 이후로 세상에 지기(知己)가 없어서 벼슬길에 뜻이 없이 스스로 산야(山野)를 방랑하는가 하면 시와 술에 빠졌다'고 한 기록이나, 제문(祭文)에서 임제가 성운을 가리켜 백이(伯夷)의 청백(淸白)과 유하혜(柳下惠)의 화(和)함, 옥의 윤택과 금의 정밀함을 겸비하여 수백 년만에 겨우 나올만한 인물로 칭송한 것 등은 임제가 성운의 학풍과 처세에 깊이 경도되었음을 보여준다. 임제는 성운의 가르침을 받고 중용을 8백 번을 읽는 등 경학(經學)에 침잠하였으며, 기개가 호방하여 독서의 여가에 검술을 익히기도 하였다. 이러한 임제의 기풍에서 항상 칼과 성성자(惺惺子)를 차고 다닌 조식과도 비슷한 면모를 볼 수가 있다. 임제의 학문이 역사적으로 의미가 큰 것은 근기남인 학자인 허목의 학풍 형성에 큰 영향을 준 점이다. 임제는 허목의 외할아버지로서 허목(許穆)의 도가적 학풍 형성에는 임제의 영향력이 컸다는 사실이 여러 연구에서 지적되고 있다.
성운은 허목 뿐만 아니라 윤휴(尹鑴)의 학문 형성에도 일정한 영향을 주었다. 윤휴는 성운의 제자의 한사람인 외할아버지 간서재 김덕민(金德民: 1570년~1654년 2월 6일(음력 1653년 12월 19일))을 통해 성운의 학문을 접할 수 있었다. 윤휴는 어려서 외가인 보은에서 자랐는데, 보은은 성운이 학문이 진작된 곳이었던 만큼, 이러한 지역적 경험은 윤휴가 성운의 학문을 접할 수 있는 좋은 기회가 되었을 것이다. 윤휴(尹鑴)는 성운의 언행록(言行錄)을 읽은 후의 감회를 기록하면서 '성운이야말로 독실히 믿고 배우기를 좋아하며 죽기로써 지키어 도를 선하게 한 인물'임을 칭송하였다. 허목의 학문적 연원에 성운에서 임제로 이어지는 흐름이 있다는 점과 윤휴의 학풍 형성에 보은을 기반으로 한 성운의 영향력이 있었다는 점에서, 성운의 학풍과 처세는 근기남인 학자들의 학풍 형성에도 일정한 영향을 주었다고 평가할 수 있다.

## 전기 자료
- 성혼[25], 《우계집》 권6, 당숙 대곡 선생 묘갈기
- 송시열, 《송자대전》 권172, 대곡 성 선생 묘갈명
- 송준길, 《동춘당집》 권20, 대곡 성 선생 행장

## 같이 보기
| - 을사사화 - 성수침 - 성혼 - 이지함 - 이지번 - 조식 - 서경덕 | - 임제 - 허목 - 윤휴 |